# FK Anži Mahačkala
Anži (ruski: Анжи) je ruski nogometni klub iz grada Mahačkale u Dagestanu.

## Vanjske poveznice
- Službene stranice  Arhivirana inačica izvorne stranice od 21. kolovoza 2006. (Wayback Machine)